# Пула (Италия)
Вижте пояснителната страница за други значения на Пула.
Пу̀ла (на италиански и на сардински: Pula) е градче и община в Южна Италия, провинция Каляри, автономен регион и остров Сардиния.
Разположено е на 10 m надморска височина. Населението на общината е 7176 души към 2013 г.